# Kay Ryan
Kay Ryan (née le 21 septembre 1945) est une poétesse et éducatrice américaine. Elle a publié sept volumes de poésie et une anthologie de poèmes choisis et nouveaux. De 2008 à 2010, elle est la seizième poète lauréate des États-Unis . En 2011, elle est nommée MacArthur Fellow et elle remporte le prix Pulitzer.

## Biographie
Ryan est née à San Jose, en Californie, et grandit dans plusieurs régions de la vallée de San Joaquin et du désert des Mojaves. Après avoir fréquenté Antelope Valley College, elle obtient un baccalauréat et une maîtrise en anglais de l'université de Californie à Los Angeles . Depuis 1971, elle vit dans le comté de Marin, en Californie, et enseigne l'anglais à temps partiel au College of Marin de Kentfield. Carol Adair, qui est également instructrice au College of Marin, est la partenaire de Ryan de 1978 jusqu'à la mort d'Adair en 2009.
Son premier recueil, Dragon Acts to Dragon Ends, est publié en privé en 1983 avec l'aide d'amis . Alors qu'elle trouve un éditeur commercial pour son deuxième recueil, Strangely Marked Metal (1985), son travail reste presque inconnu jusqu'au milieu des années 1990, quand certains de ses poèmes sont anthologisés et les premières critiques dans des revues nationales sont publiées . Elle devient largement reconnue après avoir reçu le Prix de poésie Ruth Lilly en 2004, et publie son sixième recueil de poésie, The Niagara River, en 2005.
En juillet 2008, la Bibliothèque du Congrès des États-Unis annonce que Ryan serait le seizième poète lauréat consultant en poésie à la Bibliothèque du Congrès pour un mandat d'un an, commençant en l'automne 2008. Elle succède à Charles Simic . En avril 2009, la bibliothèque annonce que Ryan obtient un deuxième mandat d'un an s'étendant jusqu'en mai 2010 . Elle est remplacée par WS Merwin en juin 2010 .

## Poésie
Le site Web de la Poetry Foundation décrit les poèmes de Ryan comme suit (traduction) : « Comme Emily Dickinson et Marianne Moore avant elle, Ryan aime les bizarreries de la logique et du langage et taquine la poésie des endroits les plus improbables. Elle considère par exemple la « réhabilitation des clichés », comme faisant partie de la mission du poète. Caractérisés par des rimes subtiles et surprenantes et des rythmes agiles, ses poèmes compacts sont chargés d'esprit rusé et de sagesse décalée. » J. D. McClatchy inclut Ryan dans son anthologie de la poésie américaine contemporaine de 2003 . Il écrit dans son introduction (traduction) : « Ses poèmes sont des affaires compactes, exaltantes et étranges, comme les miniatures de Satie ou les boîtes de Cornell. … Il y a des poètes qui partent de la vie vécue, encore humide de chagrin ou d'incertitude, et la conduisent vers des idées sur la vie. Et il y a des poètes qui partent d'idées et animent leurs spéculations. Marianne Moore et May Swenson étaient ce dernier type d'artistes ; Kay Ryan aussi. » 
Les poèmes de Ryan sont souvent assez courts. Dans l'un des premiers essais sur Ryan, Dana Gioia écrit sur cet aspect de sa poésie. Traduit: « Ryan nous rappelle le pouvoir suggestif de la poésie - comment elle suscite et récompense l'intellect, l'imagination et les émotions du lecteur. J'aime penser que la poésie magnifiquement compressée de Ryan - ainsi que l'émergence d'autres nouveaux maîtres du court poème comme Timothy Murphy et HL Hix et les maestri vétérans comme Ted Kooser et Dick Davis - signalent un retour à la concision et à l'intensité. » . Ryan a tendance à éviter d'utiliser le « je » personnel dans sa poésie, affirmant qu'elle « ne voulait pas de confession. [Elle] ne voulait pas être Anne Sexton. » . Bien que distanciée, son travail est souvent profondément introspectif, analysant à la fois la nature de l'esprit  et la capacité du langage à modeler la réalité.
De nombreux critiques ont noté une affinité entre la poésie de Ryan et celle de Marianne Moore.
En plus de l'affinité souvent remarquée avec Moore, des affinités avec les poètes May Swenson, Stevie Smith, Emily Dickinson, Wendy Cope et Amy Clampitt sont notées par certains critiques. Ainsi Katha Pollitt écrit que le quatrième recueil de Ryan, Elephant Rocks (1997), est « Stevie Smith réécrit par William Blake » mais que Say Uncle (2000) « est comme une progéniture poétique de George Herbert et de la poétesse comique britannique Wendy Cope » . Un autre critique de Say Uncle (2000) écrit à propos de Ryan : « Son attitude désinvolte et ses clins d'œil à la tradition de la sagesse pourraient la faire aimer des fans d'AR Ammons ou la lier de loin à Emily Dickinson. » Mais ses structures serrées, ses rimes étranges et ses jugements éthiques la placent plus fermement dans la tradition de Marianne Moore et, plus récemment, d'Amy Clampitt. » .
L'esprit, l'excentricité et la ruse de Ryan sont souvent notés par les critiques de sa poésie, mais Jack Foley souligne son sérieux essentiel. Dans sa critique de Say Uncle, il écrit : « Il y a, en somme, bien plus d'obscurité que de "lumière" dans ce volume brillant et limité (un mot qu'elle rime avec "l'a eu" - "light" avec "had it"). Ryan peut certainement être drôle, mais c'est rarement sans piqûre. ». Certaines de ces qualités disjointes dans son travail sont illustrées par son poème « Outsider Art », que Harold Bloom a sélectionné pour l'anthologie The Best of the Best American Poetry 1988-1997.
Ryan est également connue pour son utilisation extensive de la rime interne. Elle réfère à ses méthodes spécifiques d'utilisation de la rime interne comme « rime recombinante ». Elle affirme qu'elle a eu du mal à « prendre la rime de fin au sérieux » et utilise la rime recombinante pour apporter structure et forme à son travail. Quant aux autres types de formulaires, Ryan affirme qu'elle ne peut pas les utiliser, déclarant que c'est « comme porter les mauvais vêtements ».

## Honneurs et prix
Elle obtient un prix de la Fondation Ingram Merrill en 1995, le prix de poésie de l'Union League en 2000, le prix de poésie anglais Maurice en 2001 pour sa collection Say Uncle, une bourse en 2001 du National Endowment for the Arts , une bourse Guggenheim en 2004 et le prix de poésie Ruth Lilly en 2004. Ses poèmes sont inclus dans trois anthologies Pushcart Prize ,, et sont sélectionnés quatre fois pour The Best American Poetry,, ; « L'Art Extérieur » est sélectionné par Harold Bloom pour Le Meilleur de la Meilleure Poésie américaine 1988-1997. Depuis 2006, Ryan est l'un des quatorze chanceliers de l'Académie des poètes américains. Le 22 janvier 2011, Ryan est classé parmi les finalistes du National Book Critics Circle Award 2011. Le 18 avril 2011, elle remporte le Prix Pulitzer de la poésie, qualifiant sa collection de The Best of It: New and Selected Poems (Grove Press) « un corpus d'œuvres couvrant 45 ans, plein d'esprit, rebelle et pourtant tendre, un trésor d'un esprit iconoclaste et joyeux. » ,,.
Le 20 septembre 2011, Ryan reçoit un John D. et Catherine T. MacArthur Foundation Fellowship, ou « subvention génie » ,.
En 2013, elle reçoit une National Humanities Medal en 2012 des mains du président Barack Obama.

## Recueils de poésie
- 1983 : Dragon Acts to Dragon Ends, 64 pages, Fairfax, California: Taylor Street Press,  (ISBN 0-911407-00-6)
- 1985 : Strangely Marked Metal, 50 pages, Providence, Rhode Island: Copper Beech Press,  (ISBN 0-914278-46-0)
- 1994 : Flamingo Watching, 63 pages, Providence, Rhode Island: Copper Beech Press,  (ISBN 0-914278-64-9)
- 1996 : Elephant Rocks, 84 pages, New York: Grove Press,  (ISBN 0-8021-1586-1)
- 2000 : Say Uncle, New York: Grove Press, 80 pages,  (ISBN 0-8021-3717-2)
- 2005 : The Niagara River, 72 pages, New York: Grove Press,  (ISBN 0-8021-4222-2)
- 2008 : Jam Jar Lifeboat & Other Novelties Exposed, illustrated by Carl Dern. 40 pages, Red Berry Editions,  (ISBN 978-0-9815781-1-8)
- 2010 : The Best of It: New and Selected Poems, 270 pages, Grove Press,  (ISBN 978-0-8021-1914-8)
- 2015 : Erratic Facts, 128 pages, New York: Grove Press,  (ISBN 978-0-8021-2405-0)